# Corte de Distrito de los Estados Unidos para el Distrito Este de Misuri
La Corte de Distrito de los Estados Unidos para el Distrito Este de Misuri (en citas de casos, E.D. Mo.) es un tribunal de primera instancia con sede en San Luis, Misuri, con jurisdicción sobre cincuenta condados de la mitad oriental de Misuri. Esta corte es una de las noventa y cuatro cortes de distrito que conforman el primer nivel del sistema judicial federal de Estados Unidos. Los jueces de esta corte presiden los juicios civiles y penales sobre asuntos federales que se originan dentro de los límites de su jurisdicción. Está organizado en tres divisiones, con sedes en San Luis, Hannibal, y Cape Girardeau.
La corte se formó cuando la Distrito de Misuri se dividió en Este y Oeste en 1857, y sus límites han cambiado poco desde esa división. En su historia ha conocido de varios casos importantes que llegaron hasta la Corte Supremo de los Estados Unidos, abarcando temas relacionados con la libertad de expresión, el aborto, los derechos de propiedad y la financiación de campañas. En la actualidad hay nueve jueces en activo, cinco jueces con estatus senior y siete jueces magistrados adscritos a la corte.
Desde el 31 de diciembre del 2020, el Fiscal en funciones para el Distrito Este de Misuri es Sayler A. Fleming.

## Mandato y jurisdicción
Como corte de distrito de los Estados Unidos, la Corte de Distrito de los Estados Unidos para el Distrito Este de Misuri lleva a cabo juicios civiles y emite órdenes. Los casos que conoce se refieren a jurisdicción de cuestión federal, cuando es aplicable una ley o tratado federal, o a jurisdicción de diversidad, cuando las partes están domiciliadas en distintos estados. La corte también celebra juicios penales contra personas acusadas de infringir la legislación federal. Las apelaciones de los casos presentados en el Distrito Este de Misuri son vistas por la Corte de Apelaciones de los Estados Unidos para el Octavo Circuito (excepto las reclamaciones de patentes y las reclamaciones contra el gobierno de los EE. UU. en virtud de la Ley Tucker, que se apelan ante el Circuito Federal). Estos casos pueden apelarse ante la Corte Suprema de los Estados Unidos.
La Corte tiene su sede en San Luis pero está organizado en tres divisiones: Este, Norte y Sureste.
La corte de la división Este tiene su sede en el centro de San Luis, en el Thomas F. Eagleton United States Courthouse, donde se encuentra la oficina del secretario judicial de San Luis. Cubre los condados de Crawford, Dent, Franklin, Gasconade, Jefferson, Lincoln, Maries, Phelps, Saint Charles, Saint Francois, Saint Louis, Warren, Washington, y la independiente Ciudad de San Luis.
La división Norte tiene su sede en Hannibal, Misuri, pero su oficina no tiene personal a menos que la corte se esté celebrando allí. Cubre los condados de Adair, Audrain, Chariton, Clark, Knox, Lewis, Linn, Macon, Marion, Monroe, Montgomery, Pike, Ralls, Randolph, Schuyler, Shelby, y Scotland.
La división sureste tiene su sede en Cape Girardeau. Su juzgado lleva el nombre de Rush Limbaugh Sr. La jurisdicción de esa división abarca Bollinger, Butler, Cape Girardeau, Carter, Dunklin, Iron, Madison, Mississippi, New Madrid, Pemiscot, Perry, Reynolds, Ripley, Sainte Genevieve, Scott, Shannon, Stoddard, y Wayne.

## Historia

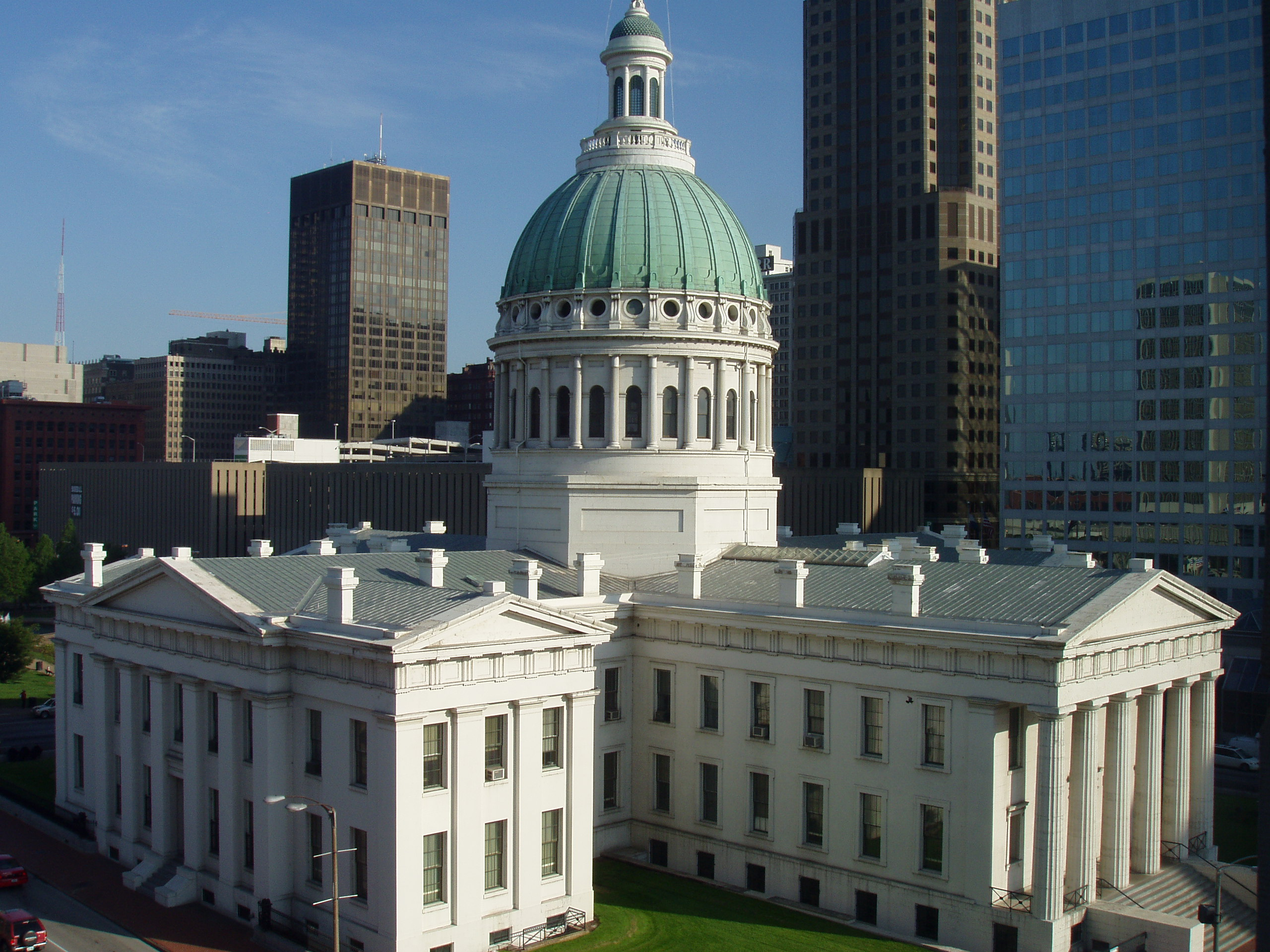
El Antiguo Palacio de Justicia de San Luis, donde se reunía el tribunal antes de 1884, tal y como aparece en la actualidad

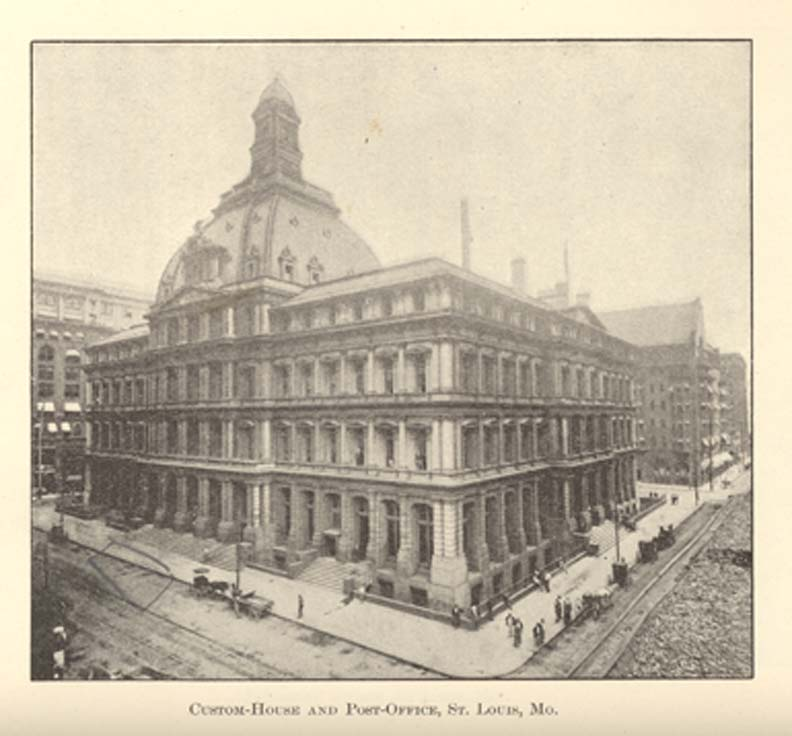
De 1884 a 1935, el tribunal se reunió en la Aduana y Oficina Postal de los Estados Unidos de San Luis

### Orígenes
Misuri fue admitido como estado el 10 de agosto de 1821 y el Congreso de los Estados Unidos estableció la Corte de Distrito de los Estados Unidos para el Distrito de Misuri el 16 de marzo de 1822. El Distrito fue asignado al Octavo Circuito el 3 de marzo de 1837. El Congreso lo subdividió en los Distritos Este y Oeste el 3 de marzo de 1857. y desde entonces sólo ha realizado pequeños ajustes en los límites de dicha subdivisión. La división fue impulsada por un aumento sustancial en el número de casos de almirantazgo derivados del tráfico en el río Mississippi, que habían seguido a una ley del Congreso aprobada en 1845 y confirmada por la Corte Suprema de los Estados Unidos en 1851, extendiendo la jurisdicción federal de almirantazgo a las vías navegables interiores. Estas disputas involucraban "contratos de fletamento, colisiones, salarios de marineros y otras causas de jurisdicción de almirantazgo", y los litigantes de asuntos que surgían en San Luis encontraban inconveniente viajar a Jefferson City para que sus casos fueran juzgados.

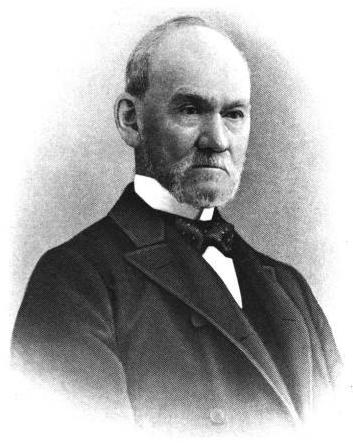
Samuel Treat fue el primer juez que prestó servicio en el Distrito Este de Misuri

Cuando se subdividió el Distrito de Misuri, Robert William Wells, que era el único juez que servía el Distrito de Misuri en el momento de la división, fue reasignado al Distrito Oeste, permitiendo al presidente Franklin Pierce nombrar a Samuel Treat como primer juez del Distrito Este de Misuri. El tribunal fue autorizado inicialmente a reunirse en San Luis, que había sido previamente uno de los dos lugares de reunión autorizados del Tribunal de Distrito para el Distrito de Misuri. Se reunió durante un tiempo en el Antiguo Palacio de Justicia compartido con los tribunales del estado de Misuri, que fue el edificio más alto del estado durante ese período. Durante los primeros treinta años de su existencia, el tribunal se ocupó principalmente de casos de almirantazgo y marítimos, incluidas las reclamaciones de seguros marítimos.

### Guerra Civil y secuelas
Pocos años después de la creación del tribunal, estalló la Guerra Civil Americana y Misuri quedó bajo la ley marcial. Misuri era un estado fronterizo con lealtades muy divididas entre sus ciudadanos, lo que provocó la imposición de severos controles por parte del gobierno de la Unión, incluido el encarcelamiento de un gran número de milicianos de Misuri. Cuando el Distrito, de la mano del juez Treat, emitió un auto de habeas corpus' para la liberación de uno de ellos, el capitán Emmett McDonald, el general al mando de la Unión William S. Harney se negó, afirmando que tenía que responder ante una "ley superior". Una parte sustancial de la agenda del tribunal en este periodo procedía de casos fiscales:

cuando llegó la Guerra Civil trajo consigo una nueva clase de casos, derivados de la violación de las regulaciones del Tesoro, y procedimientos para hacer cumplir la ley de rentas internas en todas sus complejas y multiplicadas divisiones y subdivisiones. Cuando el whisky y el tabaco, y los ingresos netos, y los ingresos brutos, y las manufacturas, y las ocupaciones, y los legados, y los bonos, y las notas, y transportes, y drogas y medicinas, y otras innumerables cosas, estaban gravadas por el gobierno federal, y cada una tenía su propio código de leyes...

El tribunal, en esta época, también juzgó numerosos casos penales derivados de los esfuerzos por evadir las leyes fiscales mediante el contrabando y el fraude. Después de la Guerra Civil, y en respuesta a la perturbación económica que había causado, el Congreso promulgó la Ley de Quiebras de 1867. Entre su promulgación y su posterior derogación en 1878, la Ley provocó que "innumerables controversias" surgidas en la quiebra fueran llevadas ante la Corte de Distrito. A pesar de la agitación causada por la Guerra Civil, Missouri experimentó un auge demográfico, convirtiéndose en el quinto estado más grande de los EE. UU. en 1890, y con una gran actividad judicial que reflejaba este crecimiento demográfico.

### División y expansión posteriores

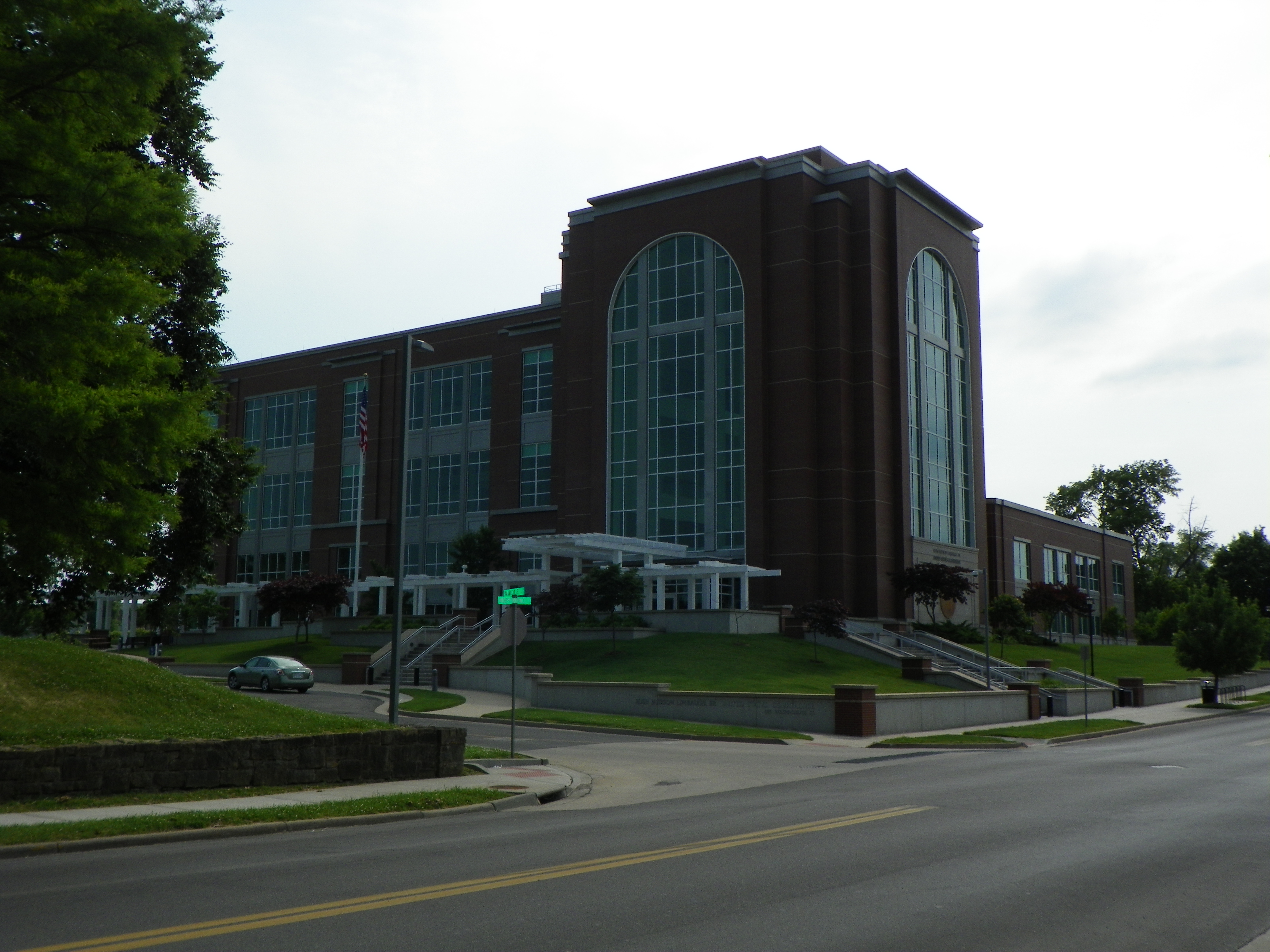
Rush Hudson Limbaugh Sr. Courthouse, División Sureste

En 1887 una ley del Congreso dividió el Distrito Este en las Divisiones Norte y Este del Distrito Este. Los tribunales de la División Este continuaron celebrándose en la Aduana y Oficina de Correos de los Estados Unidos en San Luis, mientras que los tribunales de la División Norte se trasladaron a la Oficina de Correos en Hannibal, Misuri, donde se reunieron hasta 1960. Estos dos tribunales, junto con los cuatro tribunales del Distrito Oeste, hacían seis tribunales para el estado, y en ese momento ningún otro estado tenía tantos tribunales federales separados. Desde entonces, el distrito se ha dividido en las divisiones Este, Norte y Sureste.
En 1888, el Condado de Audrain, Missouri fue trasladado de la División Este a la División Sureste. En 1897, fue trasladado de nuevo al distrito Este. En 1891, las Cortes de Circuito de los Estados Unidos fueron eliminadas en favor de las nuevas Cortes de apelaciones de Estados Unidos. Cuando la Corte de Apelaciones de los Estados Unidos para el Octavo Circuito vio su primer caso, el 12 de octubre de 1891, al juez presidente Henry Clay Caldwell se le unieron dos jueces de cortes de distrito de la jurisdicción del Circuito. Uno de ellos era Amos Madden Thayer del Distrito Este de Missouri. Thayer sería más tarde nombrado para el Octavo Circuito por derecho propio.
El tribunal fue autorizado a reunirse en Cape Girardeau a partir de 1905, y desde 1910 hasta 1920 fue autorizado adicionalmente a reunirse en Rolla, Misuri. El 14 de septiembre de 1922, se autorizó una judicatura temporal adicional para cada distrito de Misuri, y el 19 de agosto de 1935, estas judicaturas temporales se hicieron permanentes. En 1936, 1942, 1970, 1978 y 1984 se agregaron nuevas magistraturas al Distrito Este, y en 1990 se agregaron dos, con lo que el Distrito Este cuenta actualmente con nueve jueces.
El tribunal continuó reuniéndose en la Aduana y Oficina de Correos de los Estados Unidos hasta 1935, y luego se trasladó al Palacio de Justicia y Aduanas de los Estados Unidos en San Luis. En 2001 se trasladó al Thomas F. Eagleton United States Courthouse, el palacio de justicia más grande de Estados Unidos.
El censo del 2000 informó de que el distrito tenía una población de casi 2,8 millones de habitantes, ocupando el puesto 38 en población entre los 90 distritos judiciales de Estados Unidos.
Jean Constance Hamilton, nombrada por George H. W. Bush en 1990, fue la primera mujer juez designada para el Distrito. El primer afroamericano fue Clyde S. Cahill Jr., nombrado por Jimmy Carter en 1980. A lo largo de la historia del Distrito, cinco de sus jueces han sido elevados al Octavo Circuito - Elmer Bragg Adams, John Caskie Collet, Charles Breckenridge Faris, Amos Madden Thayer y William H. Webster.

## Casos notables
Durante la Gran Depresión, se decidieron tres importantes casos en la Corte Suprema de los Estados Unidos que determinaron la constitucionalidad de las medidas del New Deal, uno de ellos se originó en el Distrito Este de Missouri. El caso, originalmente presentado como Norman v. B & O Railroad, llegó al Tribunal Supremo junto con dos casos presentados en la Corte de Reclamaciones de los Estados Unidos, bajo el único epígrafe de los Gold Clause Cases. El Tribunal Supremo confirmó la determinación del juez del tribunal de primera instancia, Charles Breckenridge Faris, que consideró que el Congreso tenía potestad para prohibir a las partes contratar el pago en oro.
En 1976, el tribunal conoció del proceso original en Planned Parenthood of Central Missouri v. Danforth, un caso que impugnaba varias normativas del estado de Misuri relativas al aborto. El caso fue finalmente apelado ante la Corte Suprema de los Estados Unidos, que reafirmó el derecho al aborto y tachó de inconstitucionales ciertas restricciones.
Debido a una demanda de desegregación escolar en 1972, el tribunal obligó a San Luis a aceptar un plan de busing en 1980. El juez William L. Hungate declaró que un plan obligatorio entraría en vigor a menos que se hicieran otros arreglos para adherirse a los términos de la demanda. En 1983, se puso en marcha un plan voluntario de transporte en autobús sin precedentes, integrando las escuelas sin que fuera necesario un plan obligatorio.
En Hazelwood contra Kuhlmeier, un caso que se inició en el Distrito Este de Misuri llegó ante la Corte Suprema de los Estados Unidos en 1988, se sostuvo que los periódicos curriculares de los alumnos de Escuelas públicas están sujetos a un nivel inferior de protección de la Primera Enmienda. Otro caso de la Primera Enmienda en escuelas públicas surgió en 1998, cuando el distrito conoció el caso Beussink v. Woodland R-IV School District. El juez Rodney W. Sippel dictaminó que la escuela violó los derechos de un estudiante al sancionarlo por el material que publicó en su sitio web. Este caso ha sido ampliamente citado en tribunales superiores.
En la década de 2000, otros dos casos notables se originaron en este Distrito y fueron vistos por la Corte Suprema de los Estados Unidos. Nixon contra Shrink Missouri Government PAC confirmó los límites estatales a las contribuciones de campaña para cargos estatales, y Sell contra Estados Unidos impuso límites estrictos al derecho de un tribunal inferior a ordenar el administración forzosa de medicación antipsicótica a un acusado de un delito que se había determinado que era incapaz para ser juzgado con el único fin de que fuera competente y pudiera ser juzgado. Varios casos antimonopolio notables se originaron en este distrito, incluyendo Brown Shoe Co. v. United States (impidiendo una fusión entre dos mayoristas de calzado que habría reducido la competencia en la región), y United Shoe Machinery Corp. v. United States (prohibiendo ciertos arrendamientos a largo plazo de equipos de fabricación). Otro caso importante presentado en el distrito, Ruckelshaus contra Monsanto Co., se refería al derecho de las empresas a mantener secretos comerciales en virtud de la legislación de Missouri frente a la normativa federal que exige la divulgación de los componentes de los pesticidas.